# Северни округ (Израел)
Северни округ (хебр. מחוז הצפון и арап. اللواء الشمالي) је један од шест округа у Израелу. Налази се на крајњем северу државе и захвата површину од 4.478 км². У њему живи приближно 1.200.000 становника. Највећи и главни град је Назарет.